# Yezhou (häradshuvudort i Kina, Hubei Sheng, lat 30,60, long 109,72)
Yezhou (kinesiska: 业州, 建始, 建始县) är en häradshuvudort i Kina. Den ligger i provinsen Hubei, i den centrala delen av landet, omkring 440 kilometer väster om provinshuvudstaden Wuhan. Antalet invånare är 412 038. Befolkningen består av 204 607 kvinnor och 207 431 män. Barn under 15 år utgör 16,0 %, vuxna 15-64 år 71 %, och äldre över 65 år 12,0 %.
Runt Yezhou är det ganska tätbefolkat, med 185 invånare per kvadratkilometer. Yezhou är det största samhället i trakten. I omgivningarna runt Yezhou växer huvudsakligen savannskog.
Genomsnittlig årsnederbörd är 1 619 millimeter. Den regnigaste månaden är september, med i genomsnitt 301 mm nederbörd, och den torraste är december, med 18 mm nederbörd.